# Leonid Sluțki
Leonid Viktorovici Sluțki (rusă Леонид Викторович Слуцкий; n. 4 mai 1971 în Volgograd) este un fost fotbalist și actual antrenor rus de fotbal, care în prezent activează la clubul ȚSKA Moscova în calitate de antrenor principal.

## Cariera de jucător
Leonid Sluțki a fost nevoit să-și încheie cariera sa de fotbalist la vârsta de doar 19 ani, din cauza unei traume obținute în timp ce încerca să recupereze pisica vecinei dintr-un copac.

## Cariera de antrenor
Pe 26 octombrie 2009, Leonid Sluțki a devenit antrenor principal al clubului ȚSKA Moscova, după ce a părăsit gruparea Krîlia Sovetov Samara, înlocuindu-l pe spaniolul Juande Ramos la cârma lui ȚSKA.
În decembrie 2009, sub conducerea lui Sluțki, ȚSKA a ajuns în faza eliminatorie a Ligii Campionilor fpentru prima dată în istoria clubului, fiind eliminat în sferturi de către Inter Milano condus pe atunci de José Mourinho.
Doi ani mai târziu el a repetat performanța de a depăși faza grupelor, calificându-se cu ȚSKA în faza eliminatorie a Ligii Campionilor 2011-2012 printr-o victorie asupra aceluiași Inter Milano chiar pe San Siro, în ultimul meci din faza grupelor.
Pentru sezonul 2012/13 Sluțki a întărit defensiva și a re-organizat atacul, fapt care a ajutat echipa să stabilească un record propriu de 15 meciuri fără gol încasat, și să câștige toate meciurile în care a deschis scorul, într-un final devenind și campioană națională.

## Antrenorat
La 25 mai 2012.
| Echipa                | Început           | Sfârșit           | Rezultate | Rezultate | Rezultate | Rezultate | Rezultate  |
| Echipa                | Început           | Sfârșit           | M         | V         | R         | Î         | Victorii % |
| --------------------- | ----------------- | ----------------- | --------- | --------- | --------- | --------- | ---------- |
| FC Moscova            | 1 iulie 2004      | 11 noiembrie 2007 | 45        | 18        | 13        | 14        | 40         |
| Krîlia Sovetov Samara | 1 ianuarie 2008   | 26 octombrie 2009 | 57        | 21        | 18        | 18        | 36,84      |
| ȚSKA Moscova          | 26 octombrie 2009 | prezent           | 112       | 58        | 30        | 24        | 51,79      |
| Total                 | Total             | Total             | 214       | 97        | 61        | 56        | 45,33      |

- 1.^Include doar rezultatele din campionat și Europa.

## Palmares

### Antrenor
ȚSKA Moscova
- Prima Ligă Rusă: 2012–13
- Cupa Rusiei: 2010–11, 2012–13
- Supercupa Rusiei: 2013